# Morro d’Oro
Morro d’Oro – miejscowość i gmina we Włoszech, w regionie Abruzja, w prowincji Teramo.
Według danych na rok 2004 gminę zamieszkiwało 3316 osób, 118,4 os./km².